# ATOUN
株式会社ATOUN（あとうん、英語: ATOUN Inc.）は、かつて存在したパワードウェア（パワーアシストスーツ）の製造販売やロボット技術を活かした受託開発業務を手がけるパナソニックグループの企業である。
2018年7月に販売を開始したパワードウェア「ATOUN MODEL Y」は旧モデルから軽量化を図りコストも抑え、第8回ロボット大賞で優秀賞（サービス分野）を受賞した。
社名は、阿吽の呼吸に由来する。

## 沿革
- 2003年6月 松下電器産業株式会社（現・パナソニック株式会社）の社内ベンチャー制度「パナソニック・スピンアップ・ファンド」によりアクティブリンク株式会社を設立
- 2013年3月 三井物産株式会社と業務・資本提携
- 2013年8月 福井支社設立
- 2016年4月 第三者割当増資を実施
- 2017年4月 株式会社ATOUNに社名変更[4]
- 2022年4月 末日をもって解散[5]
- 2022年9月6日 奈良地裁から特別清算開始決定を受ける[6]